# Atrani
Atrani – miejscowość i gmina we Włoszech, w regionie Kampania, w prowincji Salerno. Powierzchnia gminy Atrani wielkości 0,1206 km² daje jej status najmniejszej gminy w całych Włoszech.

## Demografia
Według danych na rok 2004 gminę zamieszkiwało 965 osób, 5000 os./km².